# María Claudia Yamada
María Claudia «Macla» Yamada Ayala (Lima, 24 de septiembre de 1994) es una actriz, locutora radial y presentadora peruana que ha destacado en series de televisión, películas y obras de teatro en su país.

## Primeros años
María Claudia Yamada Ayala nació el 24 de septiembre de 1994 en la capital peruana Lima, siendo la hija de una bailarina de ballet.
En 2012 actuó en la obra musical Anastasia, con la tutoría de Maricielo Effio.

## Trayectoria
Yamada comenzó su carrera artística como actriz de teatro, formándose en la Academia Diez Talentos, a cargo de la dirección de Bruno Odar, tras recibir una media beca por parte del mismo actor, ya que ella no tenía suficiente dinero para pagar sus estudios en aquel entonces.
Tras graduarse en la escuela, recibió una propuesta para iniciar su carrera en el teatro junto con Sergio Galliani. Su primer papel como actriz fue en la serie de televisión Avenida Perú, en 2013, interpretando a Lucía del Busto.
En 2015, Yamada se sumó a la serie de televisión Al fondo hay sitio como Briana Wilkinson, quién sería la hermana menor del piloto de aviación Richard Wilkinson Battlefield, interpretado por el exfutbolista y actor Paco Bazán. Además, protagonizó el doblaje peruano de la película Pelé: El nacimiento de una leyenda, donde interpretaba al desaparecido futbolista Pelé en su etapa de niñez.[cita requerida]
Tiempo después, debuta en la conducción con el programa deportivo Entre memes por CMD en 2016, siendo una de las incorporaciones femeninas en temas futboleros. También se introdujo como presentadora del programa radial ¡Dilo con Onda! de la emisora peruana Onda Cero y se sumó a la conducción del programa televisivo Cero paltas de la televisora Movistar Música con Stefano Tosso en el año 2019.[cita requerida]
Al mismo tiempo, en el teatro, Macla Yamada protagonizó las obras Una historia de amor israelí, en la que interpretaba a Margalit, en 2016, y Un gusto pasajero, en la que interpretaba a cuatro personajes, en 2017. Su participación en Una historia de amor israelí le valió una nominación a los Premios AIBAL de 2017. Además, en 2021 participó en el videoclip del tema musical «Contigo la vida», interpretado por la cantante Nuria Saba.
Comenzó una etapa de colaboraciones con la productora Michelle Alexander en el 2017, incluyéndose al reparto principal de la telenovela Solo una madre en el papel estelar de Denisse López y participó en la secuela musical Luz de luna como Rosita.[cita requerida] También protagonizó en el doblaje de la película animada Trenk: El pequeño caballero en 2015 y el cortometraje peruano Alineación como «Queca» en el año 2020.
En 2018, asumió el puesto de embajadora de Enseña Perú para fomentar la educación infantil en el país.
Yamada protagonizó la obra infantil La pera de oro junto a Miguel Ángel Álvarez y Alexandra Grañay el proyecto de teatro Sobre lobos en 2022, donde interpreta a Julia, una joven huraña que quería buscar hospedaje a una exvedette y fue estrenado este último en el Teatro La Plaza. Además, asumió de nuevo el rol protagónico del proyecto de teatro titulado Quemar el bosque contigo adentro, compartiendo escena con Lucho Cáceres.
En 2024 volvió a protagonizar otras obras de teatro: Forte, desde el Gran Teatro Nacional, centrada en el acoso escolar, y El sistema solar, dirigida por Mariana de Althaus. A su vez, ingresó en el canal digital de Carlos Orozco, en donde presenta el programa Ouke, junto a Orozco y Daniel Marquina. Para el programa, mencionó que  le interesaría hacer trios con su actual pareja y reconoció que la experiencia de Entre memes le sirvió de inspiración para realizar dinámicas espontáneas.
En 2025, regresó a Onda Cero para conducir El búnker junto al locutor Lucho Micky.

## Televisión

### Series y telenovelas
| Año  | Título             | Canal              | Rol                                      | Ref.             |
| ---- | ------------------ | ------------------ | ---------------------------------------- | ---------------- |
| 2013 | Avenida Perú       | ATV                | Lucía del Busto                          | [ 1 ]            |
| 2015 | Al fondo hay sitio | América televisión | Briana Wilkinson Battlefield             | [ 22 ]           |
| 2016 | Al fondo hay sitio | América televisión | Briana Wilkinson Battlefield             |                  |
| 2017 | Solo una madre     | América televisión | Denisse López Rosas                      | [ 23 ]           |
| 2018 | Colorina           | América televisión | María del Rosario Pinedo Tejada «Lilith» |                  |
| 2019 | Chapa tu combi     | América televisión | Kimberly Rojas Vargas                    | [cita requerida] |
| 2021 | Luz de luna        | América televisión | Rosita                                   | [ 24 ]           |
| 2022 | Luz de luna        | América televisión | Rosita                                   |                  |
| 2023 | Luz de luna        | América televisión | Rosita                                   |                  |

### Programas de televisión
| Año  | Título               | Canal             | Rol               | Ref.             |
| ---- | -------------------- | ----------------- | ----------------- | ---------------- |
| 2016 | Entre memes          | CMD               | Presentadora      | [ 25 ]           |
| 2017 | Entre memes          | CMD               | Presentadora      |                  |
| 2018 | Entre memes          | Movistar Deportes | Presentadora      | [cita requerida] |
| 2019 | Cero paltas          | Movistar Música   | Presentadora      | [cita requerida] |
| 2020 | Cero paltas          | Movistar Música   | Presentadora      |                  |
| 2021 | Cero paltas          | Movistar Música   | Presentadora      |                  |
| 2023 | El gran chef famosos | Latina Televisión | Invitada especial | [cita requerida] |

### Radio
| Año             | Título           | Emisión            | Rol      | Ref.             |
| --------------- | ---------------- | ------------------ | -------- | ---------------- |
| 2019            | La noche         | Onda Cero          | Locutora | [cita requerida] |
| 2020            | La noche         | Onda Cero          | Locutora |                  |
| ¡Dilo con Onda! | [cita requerida] | Onda Cero          | Locutora |                  |
| ¡Dilo con Onda! | 2021             | Onda Cero          | Locutora |                  |
| 2023-2024       | Flow latino      | Radio Panamericana | Locutora | [ 26 ]           |
| 2025            | El búnker        | Onda Cero          | Locutora |                  |

### Programas web
- Ouke (desde 2024), copresentadora. La Roro Network.

## Cine
| Año  | Título                             | Rol             | Notas                            | Ref.             |
| ---- | ---------------------------------- | --------------- | -------------------------------- | ---------------- |
| 2013 | Afuera                             |                 | Rol principal                    | [cita requerida] |
| 2014 | Loco cielo de Abril                | Lucía           | Rol secundario                   | [ 27 ]           |
| 2015 | The Promise                        | Marcela         | Voz de doblaje                   | [cita requerida] |
| 2015 | Diabólico                          | Jacob           | Voz de doblaje                   | [cita requerida] |
| 2015 | Héroe de verano                    | Kara Bannister  | Voz de doblaje                   |                  |
| 2015 | Academia de espías                 | Liz Larson      | Voz de doblaje                   |                  |
| 2015 | Trenk, el niño caballero           | Trenk           | Rol protagónico (Voz de doblaje) | [cita requerida] |
| 2016 | Pelé: el nacimiento de una leyenda | Pelé (niño)     | Rol protagónico (Voz de doblaje) | [cita requerida] |
| 2018 | La sacamos del estadio             | Patricia        | Rol coprotagónico                | [cita requerida] |
| 2019 | Un amor hasta las patas            | Roxana / «Roxy» | Rol principal                    | [ 28 ]           |
| 2020 | Alienación                         | «Queca»         | Rol coprotagónico                | [ 14 ]           |

## Teatro
- La chica de la torre de marfil (2013)[29]
- Anastasia, un viaje tiempo atrás (2014)
- La Odisea (2015)
- Un cuento de cuentos (2015)
- Un historia de amor israelí (2016) como Margalit (Rol protagónico).[30][31]
- Un gusto pasajero (2017) como ella misma (Varios roles).
- Amigas del cole (2020) como Adriana (Rol protagónico).[32]
- Morir cantando (2020)[33]
- La pera de oro (2019) como Alicia (Rol protagónico).
- Sobre lobos (2022) como Julia (Rol protagónico).[17]
- Quemar el bosque contigo adentro (2022) como una adolescente (Rol protagónico).[18]
- Guayaquil (2022)[34]
- El sistema solar (2024)

## Premios y nominaciones
| Año  | Premios       | Categoría               | Trabajo                      | Resultado | Ref.   |
| ---- | ------------- | ----------------------- | ---------------------------- | --------- | ------ |
| 2017 | Premios AIBAL | Mejor actriz de reparto | Una historia de amor israelí | Nominada  | [ 11 ] |